# Нанда (тауншип, Миннесота)
Нанда (англ. Nunda) — тауншип в округе Фриборн, Миннесота, США. На 2000 год его население составило 318 человек.

## География
По данным Бюро переписи населения США площадь тауншипа составляет 90,1 км², из которых 85,2 км² занимает суша, а 4,8 км² — вода (5,35 %).

## Демография
По данным переписи населения 2000 года здесь находились 318 человек, 132 домохозяйства и 93 семьи.  Плотность населения —  3,7 чел./км².  На территории тауншипа расположено 138 построек со средней плотностью 1,6 построек на один квадратный километр. Расовый состав населения: 96,86 % белых, 0,31 % афроамериканцев, 0,31 % коренных американцев, 0,63 % азиатов, 1,26 % — других рас США и 0,63 % приходится на две или более других рас. Испанцы или латиноамериканцы любой расы составляли 1,57 % от популяции тауншипа.
Из 132 домохозяйств в 24,2 % воспитывались дети до 18 лет, в 69,7 % проживали супружеские пары и в 28,8 % домохозяйств проживали несемейные люди. 25,8 % домохозяйств состояли из одного человека, при том 14,4 % из — одиноких пожилых людей старше 65 лет. Средний размер домохозяйства — 2,41, а семьи — 2,86 человека.
22,0 % населения — младше 18 лет, 5,0 % — в возрасте от 18 до 24 лет, 22,3 % — от 25 до 44, 28,9 % — от 45 до 64, и 21,7 % — старше 65 лет. Средний возраст — 45 лет. На каждые 100 женщин приходилось 113,4 мужчин.  На каждые 100 женщин старше 18 приходилось 117,5 мужчин.
Средний годовой доход домохозяйства составлял 42 917 долларов, а средний годовой доход семьи —  50 938 долларов. Средний доход мужчин —  29 750  долларов, в то время как у женщин — 21 750. Доход на душу населения составил 23 644 доллара. За чертой бедности находились 3,3 % семей и 2,2 % всего населения тауншипа, из которых 7,6 % старше 65 лет.